# Verband für Energiedienstleistungen, Effizienz und Contracting
Der Verband für Energiedienstleistungen, Effizienz und Contracting e. V. − kurz vedec − ist ein deutscher Verband, der das Wärme-Contracting (bzw. Energiecontracting) allgemein fördert, also die Lieferung von Energie wie z. B. Wärme, Strom, Kälte, Druckluft usw.
Bis zum Jahr 2021 wurde der Verband als Verband für Wärmelieferung (VfW) bezeichnet, dann umbenannt und trägt seitdem den neuen, jetzigen Namen.
Der vedec hat wie seine Vorgängerorganisation die Aufgabe, Contracting zu verbreiten und seine Mitglieder im Geschäftsfeld zu unterstützen, Energiedienstleistungen bekannter zu machen und als erste Lösung für die Versorgung von Gebäuden etablieren. Dafür arbeitet der vedec mit unterschiedlichen Stakeholdern zusammen. Die Geschäftsstelle in Hannover steht seinen Mitgliedern und anderen Branchenteilnehmern in fachlichen Fragen zur Seite und vermittelt bei technischen und rechtlichen Problemen auch an Experten weiter.

## Geschichte und Organisation
Der Verband wurde als VfW 1990 während eines BMFT-Forschungsvorhabens zur Erarbeitung und Erprobung eines Wärmelieferungskonzeptes (1988–1991) durch die Projektpartner Heinz-Piest-Institut, RWTÜV und Schröder Heizungssysteme gegründet. Das Bundesministerium für Forschung und Technologie förderte dieses Projekt aufgrund der hohen Bedeutung für kleine und mittlere Betriebe mit einer 100 %– Finanzierung. Die Notwendigkeit der Gründung ergab sich aus den Anforderungen des vom Bundesministerium für Forschung und Technologie geförderten Forschungsvorhabens.
Vom 1. September 1993 bis zum 28. Februar 1995 wurde der damalige VfW mit einer 70%igen Projektförderung in Höhe von einer Million DM durch die Deutsche Bundesstiftung Umwelt befähigt, die während des Forschungsvorhabens ausgearbeiteten Ansätze zu einem marktfähigen Konzept aufzubereiten und bundesweit in die Praxis umzusetzen.
Der Fokus des Verbands hat sich im Laufe der Zeit immer weiter vergrößert und erfasst mittlerweile alle Formen von Energiedienstleistungen. Deswegen erfolgte am 28. Oktober 2020 die Umbenennung in vedec - Verband für Energiedienstleistungen, Effizienz und Contracting e. V.
Der Verband hat u. a. folgende Arbeitskreise und sonstige Untergruppen:
- Arbeitskreis „Energiespar-Contracting“
- Beirat für Technik-Innovation-Management
- Juristischer Beirat

Der VfW ist Mitglied im Fachverband Gebäude-Klima e. V., im Arbeitskreis für Umweltbewusstes Management und bei der Energieagentur Oberfranken.

## Aufgaben und Aktivitäten
Der Verband schult Betriebe zum Energielieferanten, stellt die Einhaltung der Standards sicher und berät Contractoren und Anwender bei der Umsetzung des Konzeptes. Energielieferanten und Gebäudeeigentümer können Verbandsmitglieder werden, die sich damit zur regelmäßigen Teilnahme an einem VfW-Qualifizierungsseminar verpflichten.

## Veröffentlichungen
- Jahrbuch „Energielieferung“, erscheint alle zwei Jahre im September
- Tätigkeitsbericht, erscheint jedes Jahr im März
- Newsletter informiert monatlich über Neuerungen in der Contracting-Branche, Contracting-Projekte und Contracting-Veranstaltungen
- Kostenvergleichsrechner, Kostenvergleich vor Umstellung auf Wärmelieferung (gem. Wärmelieferverordnung)